# Branchipodopsis hutchinsoni
Branchipodopsis hutchinsoni är en kräftdjursart som beskrevs av Hamer och Appleton 1996. Branchipodopsis hutchinsoni ingår i släktet Branchipodopsis och familjen Branchipodidae. Inga underarter finns listade.